# Motocross-Weltmeisterschaft 2019
Die Motocross-Weltmeisterschaft 2019 war die 63. Saison der Motocross-Weltmeisterschaft.
Die Saison begann am 3. März im argentinischen Neuquén und endete am 15. September im chinesischen Shanghai.

## Übersicht

### Rennkalender
| #  | Datum             | Rennen                                  | Ort                 |
| -- | ----------------- | --------------------------------------- | ------------------- |
| 1  | 2.–3. März        | Großer Preis von Patagonien-Argentinien | Neuquén             |
| 2  | 23.–24. März      | Großer Preis von Großbritannien         | Matterley Basin     |
| 3  | 30.–31. März      | Großer Preis der Niederlande            | Valkenswaard        |
| 4  | 6.–7. April       | Großer Preis von Trentino               | Pietramurata        |
| 5  | 11.–12. Mai       | Großer Preis der Lombardei              | Mantua              |
| 6  | 18.–19. Mai       | Großer Preis von Portugal               | Águeda              |
| 7  | 25.–26. Mai       | Großer Preis von Frankreich             | Saint-Jean-d’Angély |
| 8  | 8.–9. Juni        | Großer Preis von Russland               | Orljonok            |
| 9  | 15.–16. Juni      | Großer Preis von Lettland               | Ķegums              |
| 10 | 22.–23. Juni      | Großer Preis von Deutschland            | Teutschenthal       |
| 11 | 6.–7. Juli        | Großer Preis von Indonesien             | Palembang           |
| 12 | 13.–14. Juli      | Großer Preis von Asien                  | Semarang            |
| 13 | 27.–28. Juli      | Großer Preis von Tschechien             | Loket               |
| 14 | 3.–4. August      | Großer Preis von Belgien                | Lommel              |
| 15 | 17.–18. August    | Großer Preis von Italien                | Imola               |
| 16 | 24.–25. August    | Großer Preis von Schweden               | Uddevalla           |
| 17 | 7.–8. September   | Großer Preis der Türkei                 | Afyonkarahisar      |
| 18 | 14.–15. September | Großer Preis von China                  | Shanghai            |

### Punktesystem
Weltmeister wurde derjenige Fahrer beziehungsweise Konstrukteur, der in seiner jeweiligen Klasse die meisten Punkte erzielt hatte. Die 20 erstplatzierten Fahrer jedes Rennens erhielten Punkte nach dem folgenden Schema.
| Punkteverteilung | Punkteverteilung | Punkteverteilung | Punkteverteilung | Punkteverteilung | Punkteverteilung | Punkteverteilung | Punkteverteilung | Punkteverteilung | Punkteverteilung | Punkteverteilung | Punkteverteilung | Punkteverteilung | Punkteverteilung | Punkteverteilung | Punkteverteilung | Punkteverteilung | Punkteverteilung | Punkteverteilung | Punkteverteilung | Punkteverteilung |
| ---------------- | ---------------- | ---------------- | ---------------- | ---------------- | ---------------- | ---------------- | ---------------- | ---------------- | ---------------- | ---------------- | ---------------- | ---------------- | ---------------- | ---------------- | ---------------- | ---------------- | ---------------- | ---------------- | ---------------- | ---------------- |
| Platz            | 1                | 2                | 3                | 4                | 5                | 6                | 7                | 8                | 9                | 10               | 11               | 12               | 13               | 14               | 15               | 16               | 17               | 18               | 19               | 20               |
| Punkte           | 25               | 22               | 20               | 18               | 16               | 15               | 14               | 13               | 12               | 11               | 10               | 9                | 8                | 7                | 6                | 5                | 4                | 3                | 2                | 1                |

In die Fahrerwertung flossen alle von dem jeweiligen Fahrer erzielten Punkte ein. In die Konstrukteurswertung flossen für jedes Rennen die durch den jeweils bestplatzierten Fahrer erzielten Punkte ein, der für den Konstrukteur startete.

## MXGP

### Rennergebnisse
| #  | Datum  | Grand Prix     | Ort                 | Grand Prix       | Grand Prix       | Grand Prix          | Sieger           | Sieger           | Gesamtführung   | Gesamtführung |
| #  | Datum  | Grand Prix     | Ort                 | Erster Platz     | Zweiter Platz    | Dritter Platz       | Rennen 1         | Rennen 2         | Fahrer          | Konstrukteur  |
| -- | ------ | -------------- | ------------------- | ---------------- | ---------------- | ------------------- | ---------------- | ---------------- | --------------- | ------------- |
| 1  | 03.03. | Argentinien    | Neuquén             | Antonio Cairoli  | Tim Gajser       | Jeremy Van Horebeek | Antonio Cairoli  | Antonio Cairoli  | Antonio Cairoli | KTM           |
| 2  | 24.03. | Großbritannien | Matterley Basin     | Antonio Cairoli  | Tim Gajser       | Gautier Paulin      | Antonio Cairoli  | Tim Gajser       | Antonio Cairoli | KTM           |
| 3  | 31.03. | Niederlande    | Valkenswaard        | Antonio Cairoli  | Clément Desalle  | Tim Gajser          | Antonio Cairoli  | Antonio Cairoli  | Antonio Cairoli | KTM           |
| 4  | 07.04. | Trentino       | Pietramurata        | Tim Gajser       | Antonio Cairoli  | Gautier Paulin      | Tim Gajser       | Tim Gajser       | Antonio Cairoli | KTM           |
| 5  | 12.05. | Lombardei      | Mantua              | Antonio Cairoli  | Pauls Jonass     | Gautier Paulin      | Antonio Cairoli  | Antonio Cairoli  | Antonio Cairoli | KTM           |
| 6  | 19.05. | Portugal       | Águeda              | Tim Gajser       | Antonio Cairoli  | Arnaud Tonus        | Tim Gajser       | Tim Gajser       | Antonio Cairoli | KTM           |
| 7  | 26.05. | Frankreich     | Saint-Jean-d’Angély | Tim Gajser       | Arnaud Tonus     | Romain Febvre       | Tim Gajser       | Tim Gajser       | Antonio Cairoli | KTM           |
| 8  | 09.06. | Russland       | Orljonok            | Tim Gajser       | Arnaud Tonus     | Jeremy Seewer       | Tim Gajser       | Tim Gajser       | Tim Gajser      | Honda         |
| 9  | 16.06. | Lettland       | Ķegums              | Tim Gajser       | Romain Febvre    | Arnaud Tonus        | Jeffrey Herlings | Tim Gajser       | Tim Gajser      | Honda         |
| 10 | 23.06. | Deutschland    | Teutschenthal       | Tim Gajser       | Arnaud Tonus     | Gautier Paulin      | Tim Gajser       | Tim Gajser       | Tim Gajser      | Honda         |
| 11 | 07.07. | Indonesien     | Palembang           | Tim Gajser       | Romain Febvre    | Jeremy Seewer       | Tim Gajser       | Romain Febvre    | Tim Gajser      | Honda         |
| 12 | 14.07. | Asien          | Semarang            | Tim Gajser       | Arnaud Tonus     | Jeremy Seewer       | Tim Gajser       | Tim Gajser       | Tim Gajser      | Honda         |
| 13 | 28.07. | Tschechien     | Loket               | Romain Febvre    | Tim Gajser       | Jeremy Seewer       | Romain Febvre    | Romain Febvre    | Tim Gajser      | Honda         |
| 14 | 04.08. | Belgien        | Lommel              | Tim Gajser       | Romain Febvre    | Glenn Coldenhoff    | Romain Febvre    | Max Anstie       | Tim Gajser      | Honda         |
| 15 | 18.08. | Italien        | Imola               | Glenn Coldenhoff | Jeremy Seewer    | Tim Gajser          | Glenn Coldenhoff | Glenn Coldenhoff | Tim Gajser      | Honda         |
| 16 | 25.08. | Schweden       | Uddevalla           | Glenn Coldenhoff | Tim Gajser       | Pauls Jonass        | Glenn Coldenhoff | Tim Gajser       | Tim Gajser      | Honda         |
| 17 | 08.09. | Türkei         | Afyonkarahisar      | Jeffrey Herlings | Glenn Coldenhoff | Pauls Jonass        | Jeffrey Herlings | Jeffrey Herlings | Tim Gajser      | Honda         |
| 18 | 15.09. | China          | Shanghai            | Jeffrey Herlings | Glenn Coldenhoff | Jeremy Seewer       | Glenn Coldenhoff | Jeffrey Herlings | Tim Gajser      | Honda         |

### Fahrerwertung
| Rang | Fahrer              | Konstrukteur | Punkte |
| ---- | ------------------- | ------------ | ------ |
| 01.  | Tim Gajser          | Honda        | 782    |
| 02.  | Jeremy Seewer       | Yamaha       | 580    |
| 03.  | Glenn Coldenhoff    | KTM          | 535    |
| 04.  | Gautier Paulin      | Yamaha       | 527    |
| 05.  | Arnaud Tonus        | Yamaha       | 462    |
| 06.  | Pauls Jonass        | Husqvarna    | 458    |
| 07.  | Arminas Jasikonis   | Husqvarna    | 442    |
| 08.  | Jeremy Van Horebeek | Honda        | 433    |
| 09.  | Romain Febvre       | Yamaha       | 384    |
| 10.  | Antonio Cairoli     | KTM          | 358    |
| 11.  | Ivo Monticelli      | KTM          | 267    |
| 12.  | Max Anstie          | KTM          | 256    |
| 13.  | Brian Bogers        | Honda        | 228    |
| 14.  | Clément Desalle     | Kawasaki     | 208    |
| 15.  | Tanel Leok          | Husqvarna    | 198    |
| 16.  | Jordi Tixier        | KTM          | 185    |
| 17.  | Julien Lieber       | Kawasaki     | 184    |
| 18.  | Shaun Simpson       | KTM          | 175    |
| 19.  | Jeffrey Herlings    | KTM          | 172    |
| 20.  | Tommy Searle        | Kawasaki     | 163    |
| 21.  | Alessandro Lupino   | Kawasaki     | 156    |
| 22.  | Kevin Strijbos      | Yamaha       | 135    |
| 23.  | Wsewolod Bryljakow  | Yamaha       | 083    |
| 24.  | Benoît Paturel      | Kawasaki     | 065    |
| 25.  | Petar Petrow        | KTM          | 057    |
| 26.  | Anton Gole          | Yamaha       | 044    |
| 27.  | Micha-Boy de Waal   | Yamaha       | 039    |
| 28.  | Lewis Stewart       | KTM          | 029    |
| 29.  | Andero Lusbo        | Husqvarna    | 029    |
| 30.  | Anthony Rodriguez   | Yamaha       | 028    |

| Rang | Fahrer               | Konstrukteur | Punkte |
| ---- | -------------------- | ------------ | ------ |
| 31.  | Samuele Bernardini   | Yamaha       | 025    |
| 32.  | Tom Koch             | KTM          | 024    |
| 33.  | Adam Coles           | Husqvarna    | 022    |
| 34.  | Harri Kullas         | Honda        | 019    |
| 35.  | Jeffrey Dewulf       | KTM          | 018    |
| 36.  | Nathan Renkens       | KTM          | 017    |
| 37.  | José Butrón          | KTM          | 016    |
| 38.  | Valentin Guillod     | Honda        | 014    |
| 39.  | Bruno Darias         | KTM          | 013    |
| 40.  | Sven van der Mierden | Yamaha       | 013    |
| 41.  | Jordi van Nobelen    | Husqvarna    | 013    |
| 42.  | Chaiyan Romphan      | Yamaha       | 012    |
| 43.  | Xu Jianhao           | Yamaha       | 010    |
| 44.  | Farhan Hendro        | Husqvarna    | 010    |
| 45.  | Aldi Lazaroni        | Husqvarna    | 010    |
| 46.  | Joel Milešević       | KTM          | 009    |
| 47.  | Madjade Nakpane      | Yamaha       | 009    |
| 48.  | Dean Ferris          | Yamaha       | 006    |
| 49.  | Pascal Rauchenecker  | KTM          | 006    |
| 50.  | Lars van Berkel      | Husqvarna    | 006    |
| 51.  | Francesco Galligari  | Husqvarna    | 006    |
| 52.  | Deng Liansong        | KTM          | 004    |
| 53.  | Gert Krestinov       | Kawasaki     | 003    |
| 54.  | Joaquín Poli         | Honda        | 003    |
| 55.  | Peng Tianwei         | KTM          | 002    |
| 56.  | Artjom Gurjew        | Husqvarna    | 001    |
| 57.  | Juan Pablo Luzzardi  | KTM          | 001    |
| 58.  | Klemen Gerčar        | Husqvarna    | 001    |
| 59.  | Jetro Salazar        | Honda        | 001    |

### Konstrukteurswertung
| \| Rang \| Konstrukteur \| Punkte \| \| ---- \| ------------ \| ------ \| \| 01. \| Honda \| 791 \| \| 02. \| KTM \| 769 \| \| 03. \| Yamaha \| 729 \| \| 04. \| Husqvarna \| 559 \| \| 05. \| Kawasaki \| 367 \| |              |        |
| Rang | Konstrukteur | Punkte |
| 01. | Honda        | 791    |
| 02. | KTM          | 769    |
| 03. | Yamaha       | 729    |
| 04. | Husqvarna    | 559    |
| 05. | Kawasaki     | 367    |

## MX2

### Rennergebnisse
| #  | Datum  | Grand Prix     | Ort                 | Grand Prix        | Grand Prix        | Grand Prix           | Sieger            | Sieger            | Gesamtführung     | Gesamtführung |
| #  | Datum  | Grand Prix     | Ort                 | Erster Platz      | Zweiter Platz     | Dritter Platz        | Rennen 1          | Rennen 2          | Fahrer            | Konstrukteur  |
| -- | ------ | -------------- | ------------------- | ----------------- | ----------------- | -------------------- | ----------------- | ----------------- | ----------------- | ------------- |
| 1  | 03.03. | Argentinien    | Neuquén             | Jorge Prado       | Thomas Kjær Olsen | Mitchell Evans       | Jorge Prado       | Jorge Prado       | Jorge Prado       | KTM           |
| 2  | 24.03. | Großbritannien | Matterley Basin     | Thomas Kjær Olsen | Henry Jacobi      | Tom Vialle           | Thomas Kjær Olsen | Thomas Kjær Olsen | Thomas Kjær Olsen | Husqvarna     |
| 3  | 31.03. | Niederlande    | Valkenswaard        | Jorge Prado       | Thomas Kjær Olsen | Jago Geerts          | Jorge Prado       | Jorge Prado       | Thomas Kjær Olsen | KTM           |
| 4  | 07.04. | Trentino       | Pietramurata        | Jorge Prado       | Jago Geerts       | Tom Vialle           | Jorge Prado       | Jorge Prado       | Thomas Kjær Olsen | KTM           |
| 5  | 12.05. | Lombardei      | Mantua              | Jorge Prado       | Thomas Kjær Olsen | Davy Pootjes         | Jorge Prado       | Jorge Prado       | Thomas Kjær Olsen | KTM           |
| 6  | 19.05. | Portugal       | Águeda              | Jorge Prado       | Thomas Kjær Olsen | Mitchell Evans       | Jorge Prado       | Jorge Prado       | Jorge Prado       | KTM           |
| 7  | 26.05. | Frankreich     | Saint-Jean-d’Angély | Jorge Prado       | Jago Geerts       | Thomas Kjær Olsen    | Jago Geerts       | Jorge Prado       | Jorge Prado       | KTM           |
| 8  | 09.06. | Russland       | Orljonok            | Jorge Prado       | Thomas Kjær Olsen | Jago Geerts          | Jorge Prado       | Jorge Prado       | Jorge Prado       | KTM           |
| 9  | 16.06. | Lettland       | Ķegums              | Jorge Prado       | Jago Geerts       | Thomas Kjær Olsen    | Jorge Prado       | Jorge Prado       | Jorge Prado       | KTM           |
| 10 | 23.06. | Deutschland    | Teutschenthal       | Jorge Prado       | Tom Vialle        | Mathys Boisramé      | Jorge Prado       | Jorge Prado       | Jorge Prado       | KTM           |
| 11 | 07.07. | Indonesien     | Palembang           | Jorge Prado       | Tom Vialle        | Thomas Kjær Olsen    | Jorge Prado       | Thomas Kjær Olsen | Jorge Prado       | KTM           |
| 12 | 14.07. | Asien          | Semarang            | Jorge Prado       | Tom Vialle        | Calvin Vlaanderen    | Jorge Prado       | Jorge Prado       | Jorge Prado       | KTM           |
| 13 | 28.07. | Tschechien     | Loket               | Jorge Prado       | Henry Jacobi      | Thomas Kjær Olsen    | Jorge Prado       | Jorge Prado       | Jorge Prado       | KTM           |
| 14 | 04.08. | Belgien        | Lommel              | Jorge Prado       | Calvin Vlaanderen | Ben Watson           | Jorge Prado       | Jorge Prado       | Jorge Prado       | KTM           |
| 15 | 18.08. | Italien        | Imola               | Jorge Prado       | Thomas Kjær Olsen | Maxime Renaux        | Jorge Prado       | Jorge Prado       | Jorge Prado       | KTM           |
| 16 | 25.08. | Schweden       | Uddevalla           | Tom Vialle        | Calvin Vlaanderen | Jorge Prado          | Jorge Prado       | Calvin Vlaanderen | Jorge Prado       | KTM           |
| 17 | 08.09. | Türkei         | Afyonkarahisar      | Jorge Prado       | Jago Geerts       | Roan van de Moosdijk | Jorge Prado       | Jorge Prado       | Jorge Prado       | KTM           |
| 18 | 15.09. | China          | Shanghai            | Jorge Prado       | Tom Vialle        | Calvin Vlaanderen    | Jorge Prado       | Jorge Prado       | Jorge Prado       | KTM           |

### Fahrerwertung
| Rang | Fahrer                 | Konstrukteur | Punkte |
| ---- | ---------------------- | ------------ | ------ |
| 01.  | Jorge Prado            | KTM          | 837    |
| 02.  | Thomas Kjær Olsen      | Husqvarna    | 624    |
| 03.  | Jago Geerts            | Yamaha       | 543    |
| 04.  | Tom Vialle             | KTM          | 537    |
| 05.  | Henry Jacobi           | Kawasaki     | 442    |
| 06.  | Adam Sterry            | Kawasaki     | 410    |
| 07.  | Maxime Renaux          | Yamaha       | 405    |
| 08.  | Calvin Vlaanderen      | Honda        | 399    |
| 09.  | Mathys Boisramé        | Honda        | 303    |
| 10.  | Ben Watson             | Yamaha       | 282    |
| 11.  | Mitchell Evans         | Yamaha       | 279    |
| 12.  | Jed Beaton             | Husqvarna    | 250    |
| 13.  | Iker Larrañaga         | KTM          | 220    |
| 14.  | Bas Vaessen            | KTM          | 219    |
| 15.  | Mitchell Harrison      | Kawasaki     | 188    |
| 16.  | Michele Cervellin      | Yamaha       | 179    |
| 17.  | Brent Van doninck      | Honda        | 172    |
| 18.  | Alvin Östlund          | Husqvarna    | 171    |
| 19.  | Davy Pootjes           | Husqvarna    | 157    |
| 20.  | Richard Šikyňa         | KTM          | 144    |
| 21.  | Darian Sanayei         | Kawasaki     | 140    |
| 22.  | Dylan Walsh            | Husqvarna    | 137    |
| 23.  | Brian Strubhart Moreau | Kawasaki     | 124    |
| 24.  | Zachary Pichon         | Honda        | 104    |
| 25.  | Morgan Lesiardo        | KTM          | 091    |
| 26.  | Roan van de Moosdijk   | Kawasaki     | 074    |
| 27.  | Alberto Forato         | Husqvarna    | 068    |
| 28.  | Jan Pancar             | Yamaha       | 047    |
| 29.  | Rene Hofer             | KTM          | 042    |
| 30.  | Mattia Guadagnini      | Husqvarna    | 041    |

| Rang | Fahrer             | Konstrukteur | Punkte |
| ---- | ------------------ | ------------ | ------ |
| 31.  | Conrad Mewse       | KTM          | 040    |
| 32.  | Michael Sandner    | KTM          | 031    |
| 33.  | Gustavo Pessoa     | Kawasaki     | 024    |
| 34.  | Cyril Genot        | Husqvarna    | 023    |
| 35.  | Kevin Horgmo       | KTM          | 023    |
| 36.  | Nicholas Lapucci   | KTM          | 019    |
| 37.  | Delvintor Alfarizi | Honda        | 019    |
| 38.  | Andrea Zanotti     | KTM          | 015    |
| 39.  | Jeremy Sydow       | Husqvarna    | 014    |
| 40.  | Hardi Roosiorg     | KTM          | 014    |
| 41.  | Petr Polák         | KTM          | 012    |
| 42.  | Larissa Papenmeier | Yamaha       | 011    |
| 43.  | Mikkel Haarup      | Husqvarna    | 010    |
| 44.  | Wang Ke            | Yamaha       | 009    |
| 45.  | Dina Ismayana      | Kawasaki     | 008    |
| 46.  | Andrea Adamo       | Yamaha       | 007    |
| 47.  | Pu Yang            | Yamaha       | 007    |
| 48.  | Joakin Furbetta    | Husqvarna    | 006    |
| 49.  | Filippo Zonta      | Honda        | 005    |
| 50.  | Jere Haavisto      | Yamaha       | 004    |
| 51.  | Enzo Toriani       | Husqvarna    | 004    |
| 52.  | Peng Yongming      | Honda        | 004    |
| 53.  | Hu Bolin           | Honda        | 004    |
| 54.  | Marcel Conijn      | Kawasaki     | 002    |
| 55.  | Raivo Dankers      | Yamaha       | 001    |
| 56.  | Lars Griekspoor    | KTM          | 001    |
| 57.  | Cheng Hao          | Honda        | 001    |
| 58.  | Alexander Brown    | KTM          | 001    |
| 59.  | James Carpenter    | Husqvarna    | 001    |
| 60.  | Kim Savaste        | KTM          | 001    |

### Konstrukteurswertung
| \| Rang \| Konstrukteur \| Punkte \| \| ---- \| ------------ \| ------ \| \| 01. \| KTM \| 879 \| \| 02. \| Husqvarna \| 674 \| \| 03. \| Yamaha \| 665 \| \| 04. \| Honda \| 608 \| \| 05. \| Kawasaki \| 573 \| |              |        |
| Rang | Konstrukteur | Punkte |
| 01. | KTM          | 879    |
| 02. | Husqvarna    | 674    |
| 03. | Yamaha       | 665    |
| 04. | Honda        | 608    |
| 05. | Kawasaki     | 573    |

## WMX

### Rennergebnisse
| # | Datum  | Grand Prix  | Ort            | Grand Prix          | Grand Prix         | Grand Prix         | Sieger          | Sieger           | Gesamtführung       | Gesamtführung |
| # | Datum  | Grand Prix  | Ort            | Erster Platz        | Zweiter Platz      | Dritter Platz      | Rennen 1        | Rennen 2         | Fahrer              | Konstrukteur  |
| - | ------ | ----------- | -------------- | ------------------- | ------------------ | ------------------ | --------------- | ---------------- | ------------------- | ------------- |
| 1 | 31.03. | Niederlande | Valkenswaard   | Amandine Verstappen | Nancy van de Ven   | Larissa Papenmeier | Courtney Duncan | Nancy van de Ven | Amandine Verstappen | Yamaha        |
| 2 | 19.05. | Portugal    | Águeda         | Courtney Duncan     | Nancy van de Ven   | Larissa Papenmeier | Courtney Duncan | Courtney Duncan  | Courtney Duncan     | Yamaha        |
| 3 | 28.07. | Tschechien  | Loket          | Courtney Duncan     | Larissa Papenmeier | Nancy van de Ven   | Courtney Duncan | Courtney Duncan  | Courtney Duncan     | Kawasaki      |
| 4 | 18.08. | Italien     | Imola          | Courtney Duncan     | Larissa Papenmeier | Nancy van de Ven   | Courtney Duncan | Courtney Duncan  | Courtney Duncan     | Kawasaki      |
| 5 | 08.09. | Türkei      | Afyonkarahisar | Courtney Duncan     | Sara Andersen      | Nancy van de Ven   | Courtney Duncan | Courtney Duncan  | Courtney Duncan     | Kawasaki      |

### Fahrerwertung
| Rang | Fahrer              | Konstrukteur | Punkte |
| ---- | ------------------- | ------------ | ------ |
| 01.  | Courtney Duncan     | Kawasaki     | 239    |
| 02.  | Nancy van de Ven    | Yamaha       | 203    |
| 03.  | Larissa Papenmeier  | Yamaha       | 195    |
| 04.  | Amandine Verstappen | Yamaha       | 171    |
| 05.  | Sara Andersen       | KTM          | 153    |
| 06.  | Shana van der Vlist | KTM          | 152    |
| 07.  | Lynn Valk           | Yamaha       | 147    |
| 08.  | Line Dam            | Honda        | 111    |
| 09.  | Anne Borchers       | Suzuki       | 106    |
| 10.  | Nicky van Wordragen | Yamaha       | 065    |
| 11.  | Britt Van Der Werff | Husqvarna    | 057    |
| 12.  | Virginie Germond    | KTM          | 046    |
| 13.  | Sandra Karlsson     | Kawasaki     | 042    |
| 14.  | Francesca Nocera    | Suzuki       | 040    |
| 15.  | Mathilde Denis      | Yamaha       | 033    |
| 16.  | Avrie Berry         | KTM          | 031    |
| 17.  | Elisa Galvagno      | Yamaha       | 030    |
| 18.  | Sandra Keller       | Kawasaki     | 029    |
| 19.  | Meghan Rutledge     | Kawasaki     | 025    |

| Rang | Fahrer                 | Konstrukteur | Punkte |
| ---- | ---------------------- | ------------ | ------ |
| 20.  | Justine Charroux       | Yamaha       | 025    |
| 21.  | Emelie Dahl            | Yamaha       | 023    |
| 22.  | Tahlia O’Hare          | KTM          | 023    |
| 23.  | Mathea Selebø          | Yamaha       | 021    |
| 24.  | Alicia Reitze          | Yamaha       | 021    |
| 25.  | Juri Hatao             | Honda        | 020    |
| 26.  | Mathilde Martinez      | KTM          | 017    |
| 27.  | Stephanie Stoutjesdijk | Husqvarna    | 016    |
| 28.  | Joana Gonçalves        | Husqvarna    | 015    |
| 29.  | Janina Lehmann         | Suzuki       | 014    |
| 30.  | Brenda Wagemans        | Yamaha       | 014    |
| 31.  | Lisa Michels           | Suzuki       | 010    |
| 32.  | Amber Simons           | KTM          | 007    |
| 33.  | Lisa Guerber           | Honda        | 006    |
| 34.  | Britt Jans-Beken       | KTM          | 005    |
| 35.  | Manon Haudoire         | Yamaha       | 005    |
| 36.  | Kim Irmgartz           | Honda        | 002    |
| 37.  | Gabriela Seisdedos     | Kawasaki     | 001    |

### Konstrukteurswertung
| \| Rang \| Konstrukteur \| Punkte \| \| ---- \| ------------ \| ------ \| \| 01. \| Kawasaki \| 239 \| \| 02. \| Yamaha \| 219 \| \| 03. \| KTM \| 182 \| \| 04. \| Honda \| 116 \| \| 05. \| Suzuki \| 114 \| \| 06. \| Husqvarna \| 059 \| |              |        |
| Rang | Konstrukteur | Punkte |
| 01. | Kawasaki     | 239    |
| 02. | Yamaha       | 219    |
| 03. | KTM          | 182    |
| 04. | Honda        | 116    |
| 05. | Suzuki       | 114    |
| 06. | Husqvarna    | 059    |